# Robouniversum
Robouniversum je osmidílný cyklus novel navazujících na tvorbu Isaaca Asimova. V dílech II–VII je Isaac Asimov pouze autor předmluv, každý díl napsal jiný autor. První a poslední díl cyklu jsou sbírky starších povídek Isaaca Asimova.

## Město robotů
První část série pojednává o putování Dereca, chlapce bez paměti, městem robotů. Skládá se z těchto novel:
1. Odysea (Michael P. Kube-McDowell, 1987)
2. Podezření (Mike McQuay, 1987)
3. Kyborg (William F. Wu, 1987)
4. Zázrak (Arthur Byron Cover, 1988)
5. Útočiště (Rob Chilson 1988)
6. Pericentrum (William F. Wu, 1988)

## Roboti a mimozemšťané
Druhá část cyklu vypráví o navazování kontaktů mezi roboty a mimozemšťany. Řeší dilema definice člověka pro robota.
1. Kukaččí vejce (Stephen Leigh)
2. Odrodilec (Cordell Scotten)
3. Vetřelec (Robert Thurston)
4. Aliance (Jerry Oltion)
5. Samotář (Bruce Bethke)
6. Lidstvo (Jerry Oltion)